# Zahn János György
Zahn János György (Szikla, 1803 – Zlatnó, 1873. november 20.) magyar üveggyáros, a művészi üvegárugyártás hazai úttörője.

## Élete
1839-ben a Losonc melletti Zlatnón létesített üveghutát. A nála dolgozó Pantocsek Leó Valentin (1812–1893), vegyész találmányai alapján (irizáló üveg) készített szivárványos üvegeivel, üvegpénzeivel, továbbá diatrétáival, és a velenceiek minőségével vetekedő üvegcsillárjaival, lámpáival, gyertyatartóival stb. több hazai kiállításon (Pest 1846, Budapest 1885) és a londoni (1862), párizsi (1867) és bécsi (1873) világkiállításon is első díjat nyert. Az üzem a kiegyezés idején Magyarország legnívósabb üveghutái közé számított. Zahn J. György halála után az általa örökbefogadott Bolváry Zahn Dénes vitte tovább a gyárat.